# Łąkowo
Łąkowo (niem. Lankow) – wieś w Polsce położona w województwie zachodniopomorskim, w powiecie świdwińskim, w gminie Świdwin.